# Colin Chapman
Pour les articles homonymes, voir Chapman.
Anthony Colin Bruce Chapman (19 mai 1928, Richmond - 16 décembre 1982) est un ingénieur automobile anglais, fondateur de Lotus Cars. 
Il a eu une grande influence dans le sport automobile et nombre de ses innovations sont devenues des techniques classiques. La première automobile qu'il a conçue et construite est la Lotus Mark I.

## Biographie
Colin Chapman, diplômé en ingénierie des structures à l'université de Londres, effectue son service militaire au sein de la RAF. Passionné de course automobile, il tente d'y appliquer les principes aéronautiques, dont principalement la recherche de la légèreté. Il commence, à partir de 1948, par modifier des voitures (comme l'Austin Seven) pour les piloter dans des courses de trial. Il ouvre un petit atelier et fonde Lotus Engineering Company, avec un associé (qui se retira rapidement), en référence au surnom affectueux qu'il donnait à la femme qui devient son épouse Hazel Williams et vend ses voitures modifiées, déjà baptisées Lotus (Lotus Mark 1 en 1948 puis la Mk II en 1949) dans le but de financer la saison suivante.
Il renonce à piloter (il fait néanmoins plus tard une apparition en Formule 1, en se qualifiant pour le Grand Prix automobile de France 1956 au volant de la Vanwall VW3) pour se concentrer sur l'ingénierie automobile, et crée la société Lotus Cars en 1952 ; il conçoit les modèles mkIV, mkV et mkVI, ce dernier homologué pour la route.
Une de ses voitures participe au 24 Heures du Mans pour la première fois en 1955. En 1956, il crée sa première Formule 2, la Lotus 12, motorisée par Coventry Climax, ainsi que sa première Formule 1 (la Vanwall VW56). En 1958, il dessine sa première Lotus de Formule 1, la Lotus 16 qui termine quatrième du Grand Prix de Belgique à Spa-Francorchamps). 
Stirling Moss fait gagner, pour la première fois en Formule 1, une Lotus au Grand Prix de Monaco, en 1960, sur une Lotus 18 « privée ». Par la suite, Jim Clark mène régulièrement les monoplaces conçues par Colin Chapman à la victoire. Le succès commercial de ses modèles de route, en particulier de la Lotus Elan fait de lui un milliardaire et permet de financer la compétition. 
Par ses innovations, telles le châssis monocoque en 1962, le moteur arrière porteur en 1967, les radiateurs logés dans les pontons en 1970 et l'effet de sol en 1977, Colin Chapman a modelé la Formule 1 contemporaine ; les monoplaces actuelles sont toujours conçues selon ces principes. Il lui fut parfois reproché de plus se préoccuper de technique que de sécurité, beaucoup d'accidents eurent lieu en raison d'un manque de fiabilité des Lotus. 
Plusieurs points noirs ternissent la vie de Chapman dont le déclassement de la Lotus 23 au Mans, en 1962 ; Chapman jure alors de ne plus mettre les pieds de sa vie sur cette épreuve, et le scandale lié au financement de l'entreprise DeLorean.
Il meurt dans la nuit du 15 au 16 décembre 1982 à l'âge de 54 ans, d'une attaque cardiaque dans le château de Ketteringham Hall.

## Innovations
- 1957 : 
  - la Lotus Elite (Lotus 14), avec une coque/châssis entièrement en fibres de verre et polyester pour gagner du poids ;
  - la Lotus Seven, dont Caterham possède aujourd'hui les droits de production ;
- 1962 : la Lotus 25, première Formule 1 monocoque de l'histoire ;
- 1963 : la Lotus 29 à moteur central arrière crée pour les 500 miles d'Indianapolis ;
- 1967 :  la Lotus 49, première F1 à moteur porteur ;
- 1968 : l'arrivée du sponsoring en Formule 1, avec un cigarettier ;
  - Les Lotus 56 et Lotus 63, à quatre roues motrices ;
- 1970 : la Lotus 72 à radiateurs latéraux ;
- 1977 : les Lotus 78 puis Lotus 79 à effet de sol ;
- 1981 : la Lotus 88 à double châssis.

## Résultats aux 24 Heures du Mans
| Année | Voiture                  | Équipe            | Équipiers             | Résultat |
| ----- | ------------------------ | ----------------- | --------------------- | -------- |
| 1955  | Lotus 9-Coventry Climax  | Lotus Engineering | Ron Flockhart         | Abandon  |
| 1956  | Lotus 11-Coventry Climax | Lotus Engineering | Herbert MacKay-Fraser | Abandon  |

## Citations
- « Toute voiture restant entière plus d'une course est trop lourde » (« Any car which holds together for more than a race is too heavy. ») .
- « Ce qui est léger est bien » (« Light is Right ») .
- « Les règles sont faites pour l'interprétation des sages et l'obéissance des idiots » (« Rules are made for the interpretation of wise men and the obedience of fools ») .
- « Ajouter de la puissance vous rend plus rapide en ligne droite. Enlever du poids vous rend plus rapide partout » (« Adding power makes you faster on the straights. Subtracting weight makes you faster everywhere »).